# Hypericum monanthemum
Hypericum monanthemum är en johannesörtsväxtart. Hypericum monanthemum ingår i släktet johannesörter, och familjen johannesörtsväxter.

## Underarter
Arten delas in i följande underarter:
- H. m. filicaule
- H. m. monanthemum